# کیم مین-جه (بازیگر)
کیم مین جه (کره‌ای: 김민재؛ زادهٔ ۱ نوامبر ۱۹۹۶) همچنین با نام Real.be نیز شناخته می‌شود، بازیگر و رپر اهل کره جنوبی است. او در مجموعه‌های تلویزیونی چون اولین باره (۲۰۱۵)، گابلین (۲۰۱۶)، دکتر رمانتیک (۲۰۱۶)، آقای آفتاب (۲۰۱۸)، اغواگر بزرگ (۲۰۱۸)، خدمه گل: آژانس ازدواج چوسان (۲۰۱۹)، دکتر رمانتیک ۲ (۲۰۲۰)، از برامس خوشت میاد؟ (۲۰۲۰)، دالی و شاهزاده از خود راضی (۲۰۲۱) و پونگ روانپزشک چوسان (۲۰۲۲) ایفای نقش کرده‌است.